# Фицджеральд, Джордж Френсис
Джордж Френсис Фицджеральд (англ. George Francis Fitzgerald, 1851—1901) — ирландский физик.

## Биография
Джордж Френсис Фицджеральд родился 3 августа 1851 года в городе Дублине, учился там же в Тринити-колледже. Окончил курс университета в 1874 году и в 1881 году назначен был профессором физики в университет в Дублине.
С 1892 по 1893 год президент Лондонского Общества Физиков.
Последователь Максвелла, разрабатывал теорию электрических и магнитных явлений. Публикации по вопросам электромагнетизма — в «Transactions of the Royal Society» и «Transactions of the Dublin Society».
Работы по изучению электромагнитных волн, электролиза, магнитооптического эффекта Керра, колебательного разряда конденсатора, рассеяния рентгеновских лучей. В 1883 г. получил выражение для энергии, излучаемой диполем. Для объяснения отрицательного результата опыта Майкельсона — Морли в 1892 году выдвинул независимо от X.Лоренца гипотезу о сокращении размеров движущихся тел в направлении движения (сокращение Лоренца — Фитцджеральда).
В 1899 году учёный был награждён Королевской медалью Лондонского королевского общества.
Джордж Френсис Фицджеральд умер 22 февраля 1901 года в родном городе.

## Память
В 1970 г. Международный астрономический союз присвоил имя Джорджа Фицджеральда кратеру на обратной стороне Луны.